# كاميل بال
كاميل بال (بالفرنسية: Camille Bahl)‏ هي لاعبة جمباز فني فرنسية ولدت في يوم 13 أكتوبر 1999. مثلت فرنسا في بطولة أوروبا للجمباز الفني 2015.